# SYSTEM12
SYSTEM12（システムトゥエルブ）は、ナムコが開発したPlayStation互換のアーケードゲーム基板。

## 概要
SYSTEM11の基本的なシステム構成（CPU「R3000A」、GPU、メモリー）をベースにしたPlayStation上位互換基板。CPUの動作周波数を1.5倍に高速化したのを中心に、拡張命令を追加。メモリーの容量をさらに増量している。
初採用は1997年3月稼動開始の『鉄拳3』である。

## 仕様
- CPU：R3000A 48MHz（SYSTEM11 / PlayStationは33.8688MHz）
- メインメモリ：2MB
- ビデオメモリ：2MB（PlayStationは1MB）
- サウンドメモリ：512kB

## 発売されたタイトル
特記がないものは全て「開発・発売元：ナムコ（現バンダイナムコエンターテインメント）」。
◎は、専用筐体と専用デバイスが必要になるタイトル。
- 鉄拳3（1997年3月）[1]
- リベログランデ（1997年）
- 新日本プロレスリング 闘魂烈伝3（1997年12月21日）※開発元：株式会社ユークス
- エアガイツ（1998年2月26日）※開発元：株式会社ドリームファクトリー、発売元：株式会社スクウェア
- ソウルキャリバー（1998年7月30日）
- ソウルキャリバー Ver.B
- テクノドライブ（1998年）※エレメカ ◎
- SUPERワールドスタジアム'98（1998年）
- パカパカパッション（1998年）※開発元：株式会社プロデュース ◎（デバイスのみ）
- ダービークイズ マイドリームホース（1998年）※開発元：有限会社モス
- てんこもりシューティング（1998年12月）
- ファイティングレイヤー（1998年12月）※開発元：株式会社アリカ
- バストアムーブ2(1999年)
- オーバキューン（1999年）※開発元：株式会社エイティング、株式会社ライジング ◎
- ゴルゴ13（1999年）※開発元：株式会社エイティング、株式会社ライジング ◎
- パカパカパッション2（1999年）※開発元：株式会社プロデュース ◎（デバイスのみ）
- 鉄拳 TAG TOURNAMENT（1999年7月）
- SUPERワールドスタジアム1999（1999年）
- パカパカパッションスペシャル（1999年）※開発元：株式会社プロデュース ◎（デバイスのみ）
- ミスタードリラー（1999年11月）[注 1]
- ウンジャマ・ラミー（1999年）※製作元：株式会社ソニー・コンピュータエンタテインメント、開発元：株式会社七音社 ◎
- アクアラッシュ（2000年）
- 開運クイズ 幸福の旅人（2000年）※開発元：有限会社モス
- ゴルゴ13 奇跡の弾道（2000年）※開発元：株式会社エイティング、株式会社ライジング ◎
- カートデュエル（2000年）◎
- トラック狂走曲（2000年6月下旬）※開発元：株式会社メトロ ◎
- テクノヴェルク（2000年8月上旬）◎
- SUPERワールドスタジアム2000（2000年）
- ガンバリィーナ（2000年12月）◎
- ゴルゴ13 銃声の鎮魂歌（2001年）※開発元：株式会社エイティング ◎
- SUPERワールドスタジアム2001（2001年）